# Битка код Велбужда
Битка код Велбужда се одиграла у суботу 28. јула 1330. у 7 сати изјутра,на извору реке Струме у близини Велбужда, између трупа краљевине Србије предвођених краљем Стефаном (1322—1331) и његовим сином младим краљем Душаном (краљ 1331—1346, цар 1346—1355) са једне и трупа царевине Бугарске предвођених царем Михаилом III Шишманом (1323—1330) са друге стране. Повод за битку био је покушај краља Стефана да предупреди спајање бугарске војске са византијском и њихов заједнички напад на Србију, а окончала се погибијом Михајла Шишмана и потпуним поразом бугарских снага, у коме се посебно истакао млади краљ и престолонаследник Душан. Директне последица битке била су мања територијална проширења Србије (добијање Ниша) и постављање малолетног Стефановог сестрића Јована Стефана (1330—1331) на бугарски престо, али су њене дугорочне последице биле далеко значајније. Њоме је у самом зачетку уништен византијско-бугарски савез уперен против Србије, пошто је византијски цар Андроник III (1328—1341) своју војску коју је требало да споји са бугарском, након вести о њеном поразу, окренуо на другу страну и напао обезглављену Бугарску. Србија је након битке постала најмоћнија сила на Балканском полуострву и био јој је отворен пут ка освајању целокупне Македоније.

## Повод за битку
Краљ Стефан Дечански био је увучен у унутрашње византијске сукобе у којима се против Андроника II (1282—1328), кога је подржавао српски краљ, дигао његов унук Андроник III. Њихов сукоб се дефинитивно окончао 1328. године поразом и збацивањем са престола старог цара, а нови цар је Србију, као савезника свога деде, сматрао непријатељем. Он је 1330. године склопио савез са бугарским царем Михајлом Шишманом (Асен III), према ком је требало да заједничким снагама нападну Србију у лето те године.

## Заузимање положаја и почетни распоред трупа
Србију је прво напао цар Андроник III почетком јула 1330. године. Међутим, византијске операције су биле концентрисане на област око саме границе, без дубљих продора, тако да је Андроник највероватније очекивао исход бугарских акција. План је у суштини био веома једноставан: Србију је требало напасти са обеју страна и тако прикљештену је лакше савладати. Међутим од самог почетка византијски цар овај план није поштовао, па је своју војску зауставио у Пелагонији и чекао.
Бугари су кренули на јужне делове Србије, према Струми и Брегалници, свакако са намером да се са те стране повежу са Византинцима и заједнички наставе нападе. Стефан Дечански је одлучио да предухитри њихово спајање и нападне прво Бугаре, због чега је груписао своје снаге на Добричком пољу, код ушћа Топлице у Јужну Мораву, очекујући бугарски напад са севера. Бугарски цар Михајло је пре напада на Србију са војском отишао до Видина, највероватније да би прихватио татарске и влашке савезнике, након чега је кренуо ка југу и прешао српску границу код града Землина, на Струми.Маневром по унутрашњим правцима, Дечански је доказао изванредну географско-стратегијску оријентацију. Када је примио податке о његовом кретању, краљ Стефан је покренуо војску са намером да га пресретне, зауставивши се успут у Цркви Светог Ђорђа у Старом Нагоричану и Сарандопорском манастиру.
У манастиру Светог Ђорђа у Старом Нагоричину краљ Стефан се дуго молио пред иконом светог Ђорђа. Он је упутио молитву Светом Ђорђу речима:„ Страдалниче Христов Георгије, види велику невољу и тугу срца мога и пожури да ми помогнеш у овој борби против овога љутога цара, који се хвали против мога отачаства, и покажи силу твоју, као што си некада помагао господину моме Симеуну Немањи против његових непријатеља, да и ја грешни видевши силу снаге твоје, прославим твоје свето име и украсићу ову твоју свету икону и приложићу овом твом светом храму многа изабрана добра.”
На реци Каменци је сачекао остатак своје војске и ступио у безуспешне преговоре са Бугарима. Ту је свакако примио и вести да дисциплина у шареној бугарској војсци није најбоља и да су се многи војници расули по околини у потрази за храном.
По доласку на бојиште Стефан Дечански подиже шатор на брду Спасовица код села Николичевача близу Струме. Касније је краљ после победе на том месту где му је био шатор подићи храм Светог Спаса.
Како би заварао Бугаре, Стефан Дечански је на бојно поље прво дошао са мањим бројем војске, а већина је стигла тек касније дан уочи битке.
Бугари су видели да Стефанова војска није бројчано јача од њихове, али нису знали да се очекују појачања, због чега су потценили њену снагу и били сигурни у победу. Стефан је са друге стране намерно оклевао шаљући Бугарима преговараче са поруком у којој позива бугарског цара да одустане од напада и да се задовољи оним што има у Бугарској. Постоје индикације да је Стефан Дечански за ову битку ангажовао шпанске Алмогавере. Такође је ангажовао и немачке најамнике који су раније служили у ратовима многим италијанским кнезовима.
„Буди задовољан са својим, да то добро буде, а не жели друго, што Бог другима дарова, јер долазиш у сукоб са Богом, као онај који смућује и ратује оно што је од њега добро раздељено.“ (Григорије Цамблак)
Овим преговорима, Стефан је постигао свој циљ, одложивши почетак битке док му не стигну очекивана појачања. Истовремено је Бугаре убедио да му је војска слаба, због чега мора да преговара, тако да се добар део њихових налазио по околним селима и пљачкао, док је српски краљ наредио да почну припреме за битку.
У зору 28. јула, пристигла су и последња одељења српске војске којима је краљ дао мали одмор, да би око 7 сати изјутра код Велбужда (данашњег Ћустендила), напао Бугаре свом снагом.

## Наоружање војски
У бици на Велбужду радило се о сукобу две хришћанске, православне војске. Карактеристично за обе војске било је да су биле наоружане опремом уобичајеном за Средњи век која се састојала из оклопа састављеног од металних плочица, тј крљушт оклопа,металних верижа или оклопа од кожних коцкица, металног шлема, који је најчешће био челични шешир или обични шлем, а на којем је код богатијих војника на врху била челенка, а од наоружања војске су користиле мач, копље, буздоване и лукове и стреле.
И српска и бугарска војска састојале су се из властеле која је била коњица и обичних војника који су чинили пешадију. Као и у свим биткама тог доба властела и богатији војници носили су бољу опрему од обичних војника, тј властела и богатији војници су носили панцирне оклопе, богатије шлемове и плаштове, а обични војници само шлем и верижни оклоп или оклоп од кожних коцкица.
Сам Душан Немањић, приказан је на фресци која приказује битку на белом коњу, у златном крљушт оклопу, са византијском траком и у црвеном плашту у маниру Светог Георгија.
Нићифор Григора наводи да су српска властела и најамници били оклопници.Наводи се да су српски оклопници били у сјајној војној опреми и оклопима, која је заслепљивала Бугаре.
Српска војска се састојала из властеле која је чинила коњицу, најамника који су били коњица и један део пешадије и чинили су око седмину укупне војске и обичних војника који су чинили пешадију.Мавро Орбин наводи да су се најамници истакли у ратовању по Италији. Међу коњицом оружја су били штит, копље, буздован, секире, бојни чекићи и главно оружје мач, док је пешадија поред мача, копља и сличних оружја носила и лукове и стреле. Сами извори говоре да су се српски стрелци истакли начином гађања са обе руке, што је био Византијски метод да се ратник заклања иза штита и гађа стрелама.

Бугарска војска је имала дугачке рукаве и шлемове са шиљцима на врху. Српска војска поседовала је поред обичних војника и властеле 2000 немачких и каталонских коњаника, а у описима битке посебно су се истакли стрелци, за које је описано да су обема рукама стрељали и нису машили. Поред немачких и каталонских коњаника спомињу се и 1000 которских оклопника под водством Николе Буће.
Алмогавери Шпански војници које су Срби користили током битке били су лако наоружани, нису поседовали тешке оклопе и носили су кратку тунику, а били су наоружани копљем.
Татарски ратници код Бугара били су наоружани Татарским оружијем и носили су специфични татарско монголски шлем.

## Ток битке
Стефан Дечански је војску постројио у два борбена поредак у првом коњицу, у другом пешадију. Напад је био означен трубама. Стефан Дечански је устројио своју војску на чете (пукове) пре напада.  Потом је кренуо према бугарском логору.
Најјаче груписање, било је на центру српског борбеног распореда, где су се налазиле јединице са одабраним војницима, коњаницима, под командом Стефана Душана. Међу одабранима војницима се налазила властела и најамници.Коњица је била подељена по фронту на јединице.
Битка је отпочела изненадним нападом српске коњице и пешадије на бугарски логор. Српска коњица је била у првом борбеном реду, потпомагане српском пешадијом у смакнутом поретку у другом борбеном реду. Српска коњица извршила је напад у две колоне, једном је командовао Стефан Дечански, а другом усмереном на центар бугарског распореда престолонаследник Душан. Пешадија је помагала нападу дејствујући углавном стрелама.
Битка се водила на простору између села Рждавице и виса коте 636 североисточно од села Николичеваца.
Бугари се уопште нису надали српском нападу, поготову не након преговора, а има мишљења да је чак и примирје било уговорено, али га Стефан није испоштовао. Обе војске су на дан битке биле бројчано подједнаке и свака је бројала око 15.000 војника, што су за то доба била поприличне армије. Податке о бугарској војсци даје и Орбини: „...јер је био сакупио дванаест хиљада Бугара и три хиљаде Влаха“, док сам Душан наводи да је бројала до 80.000 људи, насупрот српских снага којих је било до 15.000.
Стефан Дечански је пред битку рекао :„У име твоје Господе, погнаћу непријатеље моје и победићу их.” Напад су почели српски коњаници који су се поделили у две колоне, једном је командовао Стефан Дечански, другом која се усмерила на центар бугарске војске Душан. Пешадија је помагала напад служећи се углавном стрелама.  Извори говоре да су Бугари били заслепљени сјајем српског оружја:„И тада затрубеше убојне трубе, судари се оружје с обе стране, и коњи фрком зарзаше, и био је велики вапај”
Изненађени Михајло Шишман је импровизовао борбени поредак, у којем је главнина била на окупу, с коњицом испред.
Изненадни српски напад затекао је Бугаре потпуно неспремне.Српска коњица је према тадашњим изворима нападала Бугаре бодним, сечним и ударним оружјем (копљима, мачевима и топузима), док је пешадија углавном нападала Бугаре стрељањем(луковима, стрелама и можда самострелима). Бугарски редови нису издржали ни први налет српске војске, већ су одмах распали и отпочели неорганизовано повлачење, што је српска војска искористила и у потпуности их разбила. У борби су се нарочито истакли одреди под вођством младог краља Душана. Његови одреди су разбили језгро око цара Михајла, а затим су разбијена крила бугарског распореда. За Душанове стрелце савремени српски описивач битке наводи: „... ни су стрељали са обе руке и никако нису грешили“. Поред њих, под његовом командом Орбини наводи и 1300 немачких најамника, од чега је било 300 коњаника искусних у борбама, који су јурнули право ка делу бугарске војске у коме се налазила царска застава и сам цар Михајло.
Пошто није успео да среди редове своје војске, цар Михајло је и сам кренуо да бежи. Током бежања, он је пао са коња, тако да га је српска потера сустигла и убила, након чега га је однела српском краљу. Стефан Дечански је свог противника сахранио у Цркви Светог Ђорђа у Старом Нагоричану, а на месту на коме се пред битку налазио његов шатор подигао је цркву (Спасовица), која је уништена у Првом светском рату. Остатке бугарске војске окупио је у мраком крају Михајлов брат Белаур (Змај на румунском).

### Смрт бугарског цара Михаила
У историјским изворима, постоје три верзије хватања и смрти бугарског цара Михајла, по Григорију Цамблаку, он је био ухваћен жив, након чега је изведен пред Душана, који га је убио. Делимична потврда овога се може наћи и у речима самог Душана, који наводи да је он Михајлу одрубио главу.
„Цар бугарски би ухваћен од српских војника и би приведен к сину цареву, Стефану, који је тада показивао у борби велику храброст, и ту се лиши живота бедно.“ (Григорије Цамблак)

По другој верзији коју наводи Данилов ученик, цару се током бега коњ саплео и пао, након чега су га сустигли српски војници и убили. 
„А цар Михаило видевши падање својих војника, поче бежати, и када је бежао, сила Господња сапе ноге његову коњу, и спавши са коња сакруши све тело своје. И тако видевши војници господина краља његово падање, прискочивши убише га својим оружјем, и тако издахну. И положивши тело његово на коња, пренесоше га ка господину своме краљу.“ (Данилов ученик)
По Мавру Орбинију, Михајлу се коњ саплео у бегу, након чега је он пешице побегао у шуму, где су га ухватили српски војници који су се склонили у шуму, пошто су рањени у борби. Након битке су га одвели пред краља Стефана Дечанског и он је током разговора умро божјом вољом.
„У овој бици био је рањен и оборен с коња бугарски цар Михајло. Али пошто га нису тада препознали, касније га је нашао један словенски коњаник међу онима који су се због рана били склонили у шуму, где су лежали на земљи јер се нису могли макнути с места. Кад је био доведен пред краља Стефана, који је с другима стајао ту близу, Стефан му је рекао да га је праведни суд божји довео до тога. Јер је он због велике охолости и без икаквог разлога хтео да заузме краљевство које му нипошто није припадало. На то Бугарин ништа не одговори, већ обрати поглед према њему, подигне прст према небу и рече: „Нека се испуни воља божја.“ Изрекав то, издахне.“ (Мавро Орбини).

## После битке
Бугарски пораз је био потпун, армија потпуно разбијена, многи побијени или заробљени, а сам цар је погинуо.
„А ови после велике битке и страшне борбе која је била тога дана, и од проливања толике крви тих безбожних и поганих народа, који су дошли на српску земљу са овим царем, рећи ћу да се и сама та река Струма сва изменила у крв, јер беху сасецани као и пољска трава,...“ (Данилов ученик)
Након битке је најпре прикупљен сав плен на једно место.
„А сутрадан после те силне битке, пошто је био сабран цео сабор овога превисокога краља у дан недељни, и у први час дана, пошто су приносили војници његови много злато и царске хаљине и небројено богатство, прекрасне коње овога бугарског цара и силе његове, што се подигоше на отачаство овога превисокога, јер ево сву славу њихову и богатство, које имађаху,...“ (Данилов ученик)
Потом су пред краља Стефана изведене заробљене бугарске велможе, којима је показан њихов мртви цар.
„И све велможе тога цара, које ухватише у рату, све ове приведоше пред лице господина краља, имајући железне окове на својим ногама. Многи од њих нису веровали да је погубљен цар њихов, но су мислили да је избегао смрти у тој великој борби, и изненада заповеди господин краљ да се изнесе мртво тело овога цара. А они видевши истину, горко заплакаше,...“ (Данилов ученик)
Ови Стефанови потези требало је да убеде Бугаре да је даљи отпор узалудан, пошто им је цар мртав. Српски краљ је дошао на идеју да на бугарски престо врати своју сестру Ану (Неду), коју је неколико година раније отерао покојни цар Михајло. Он је са њом имао сина Јована Стефана, који је требало да постане нови цар Бугарске, а пошто је тада био малолетан, регентску власт би вршила сама Ана (Неда).
Вест о српској победи стигла је и до византијског цара Андроника III, који се одмах одлучио да одустане од даљег војног похода на Србију. Он је главнину својих снага повукао из Македоније и усмерио ка Бугарској, док је зони дотадашњих операција оставио само неколико мањих гарнизона, које је касније млади краљ Душан истерао.
Српска војска је након битке наставила да наступа за Бугарима који су се повлачили, а до краља Стефана је стигла и вест да су Византинци одступили од српске границе и окренули се Бугарској. Код Извора, недалеко од Радомира, бугарски бољари су сачекали српског краља и затражили мир. Део Бугара је чак понудио Стефану да дође до уједињења Србије и Бугарске, али је он то одбио и задовољио се враћањем своје сестре и њеног сина на бугарски престо, чиме су Бугари добили веома повољан мир у односу на јачину пораза који су претрпели. Он није мењао друге слојеве унутрашње управе у Бугарској, већ је задржао постојеће стање, а своју сестру са сином је послао у Трново у пратњи једног српског одреда. Што се територијалних проширења тиче, Србија се готово и није проширила на рачун Бугарске, осим неких исправки границе и добијања Ниша.
У знак захвалности за даривану му победу, краљ Стефан подигао је крајем 1330. или почетком 1331. године на бојишту код Велбужда цркву Спасовицу.

## Резултати победе
Срби су овом победом постигли веома много. Бугарска је била ослабљена и сведена у границе између Дунава и Марице, тако да више није била у стању да офанзивно делује ка Вардарској долини. То је значило да је Србија себи потпуно обезбедила посед Македоније и несметан правац деловања ка Егејском мору. Са царицом Аном је у Бугарску дошао и српски политички утицај, тако да се Трнову после битке морало водити рачуна о држању Србије и њеним интересима.

### Последице по Србију
Краљевина Србија победом код Велбужда готово и да се није проширила, а изостало је очекивано пљачкање по Бугарској, као и додела нових титула и поседа ратоборној властели. Краљу Стефану је ситуацију додатно компликовао његов син и наследник Душан, који се истакао током саме битке, због чега је задобио наклоност властеле. Да би примирио незадовољство међу властелом, Стефан је послао војне одреде предвођене младим краљем Душаном у Македонију, да поврате неколико градова које је Андроник III у свом краткотрајном походу заузео, и потисну Византинце.
Ово је међутим само привремено смирило тензије у краљевини Србији. Стефан је осећао незадовољство властеле његовом владавином и сумњао да ће Душан стати на њихово чело и покушати да га обори са власти, поготово што се показао као врстан војсковођа и код Велбужда, али и 1329. године против одреда бана Босне Стефана II (1322—1353). Због тога му је доделио на управу Зету, не би ли га умирио, али је то само убрзало предстојеће догађаје. Око Душана се у Зети окупљала незадовољна властела, а до њега су стизали и гласови да Стефан планира да га разбаштини и за свог наследника именује свог млађег сина из другог брака, Синишу. Свега пар месеци касније, у јесен 1330. године, отпочела су непријатељства међу њима и ускоро је Стефан упао у Зету са војском, у намери да предупреди Душанов покушај да га збаци. Душан се пред њиме повукао, након чега су отпочели преговори и дошло је до званичног помирења између њих двојице, али то није био крај њихових сукоба. Иако су се ствари вратиле на пређашње стање, напетост је остала, због чега је Стеафан упорно инсистирао да се Душан појави на његовом двору, што је овај упорно избегавао плашећи се за свој живот, а размишљао је и да побегне из Србије. На крају је одлучио да покуша да изненадним ударом збаци оца са власти. Он је са мањим одредом одабраних људи напао Неродимље 21. августа 1331. године и заузео краљевски двор, док су његове потере у Малом или Великом Петричу заробиле краља Стефана, који је покушао да се спасе бекством. Он је с породицом затворен у Звечан, а Душан се 8. септембра (Мала Госпојина) овенчао за краља у дворцу Сврчин. Стефан је преминуо у Звечану под неразјашњеним околностима 11. новембра, а његова друга супруга Марија и млађи син Синиша су остали да живе на двору.
Промену власти у Србији искористила је бугарска властела, која је збацила са власти Душанову тетку Ану (Неду) и њеног сина Јована Стефана, а за новог цара је изабран један од највиђенијих велможа Јован Александар (1331—1371), чиме су практично поништене све тековине битке на Велбужду. Нови бугарски цар није желео рат са Србијом, због чега је отпочео преговоре са новим српским краљем, који су резултовали Душановом женидбом Александровом сестром Јеленом, на Ускрс 1332. године.

## Сведочанство цара Душана о битци
Цар Душан оставио је сведочанство о битци на Велбужду записаним речима:„И позавидевши злопакосни ђаво нашем добром животу и злобом подиже на нас седам владара у години 6838.(1330.) а месеца јунија, 19. дана, а то и цара грчкога Михајла и брата његова Белаура, и Александра цара Бугарима и Бесарабу Иванка, таста Александра цара, суседно живућих црних Татара и господство Јашко, и друге с њима господе. Када сви ови кренуше на нас, хотећи нас по свој неразумности, као нешто слазко прождерати и земљу отачества нашег разделити себи и у ропство њима предати. Но не хтеде милосрђе божије њихове намере тако остварити. И кад су сви ти стигли у земљу нашу, у место звано Велбужд, њих око осамдесет хиљада и кад су се многа зла створила у тој крајни, и кад смо ми чули да су упали у нашу земљу са много беса. И ми сабравши војнике отачества нашег, које сам ја припремио за борбу, око петнаест хиљада, и од свег срца подигусмо руке наше ка свемогућем Богу. И кад стигосмо, помоћу Христовом и молитвама светих отаца наших, месеца јулија,27. дана у суботу у 6. час.И тако навалисмо на њих и милошћу божијом победисмо их све победом великом. И Михајлу, цару бугарскому, мачем главу његову откидох.”

## Битка на Велбужду у народној песми
О значају битке код Велбужда, сведочи и чињеница да се свест о њој очувала у народној поезији све до 19. века. У песми из Вуковог зборника „Бан Милутин и Дука Херцеговац“ пева се о погибији бугарскога краља Михајла и о том како је цар Степан сео „у земљу бугарску“ и „умирио земљу Бугарију“. У Босни је, у зборнику Б. Петрановића (III), забележена и друга песма о „цару Душану и краљу Михајилу“.

## Занимљивости
- На фресци Битка код Велбужда, коју је 1577. године насликао Зограф Лонгин,приказана је битка у епизодама, први део приказује краља Стефана Дечанског, како се моли пред битку,други део приказује судар две војске где војници носе отворене шлемове са шиљцима на врху, трећи приказ садржи тада краљевић Душан са круном на глави у крљушт оклопу са Варијашком траком како убија цара Михајла Шишмана. Војник до њега са заставом носи такође крљушт оклоп и Варијашку траку а на глави носи шлем који подсећа на шешир. Остали војници српски и бугарски на фресци носе обичне шлемове са шиљцима на врху.
- Стрип едиција „Никад робом” је издала стрип „Битка на Велбужду.”
- Политикин Забавник је издао два чланка о бици на Велбужду, први 1974. године, други 2011. године
- Џон Харис Валда је урадио илустрацију Битка на Велбужду погибија цара Михајла Шишмана
- Албум за сличице из 90-тих Бој на Косову садржи илустровану сличицу битке на Велбужду под редним бројем 35.
- Књига Дејана Стојиљковића Највеће српске битке садржи илустрацију битке на Велбужду.
- Сликар Живко Стојисављевић је насликао битку код Велбужда изнад саркофага Цара Душана у цркви Светог Марка. Слика је касније замењена сликом породице Цара Душана.
- Славомир Настасијевић описао је битку код Велбужда у историјском роману Стефан Душан. Он је опсао да је Стефан Душан у бици јахао парипа, да је носио оклоп и кацигу украшене драгим камењем и да је био наоружан мачем и буздованом шестоперцем. У романи Душан се у бици борио против бугарског војводе Страила, бугарског ратника куманског порекла кога је Душан на крају победио у двобоју мачевима удрацем по глави, тако да му је поломио кацигу.Описани су такође у роману страни најамници српске војске у оклопима и големим шлемовима, као и татарски ратници бугарске војске обучени у кожухе, са шубарама од јагњеће коже или са металним кацигама испод којих су висили дуги перчини. Роман спомиње да су у бици учествовали војвода Оливер и војвода Хреља на српској страни.[26]
- Манастир Хиландар у својој богатој ризници садржи панцирни оклоп састављен од металних плоча, као и отворени шлем са шиљком на врху који је коришћен од стране војске цара Душана.